# Saint-Hilaire (Allier)
Saint-Hilaire település Franciaországban, Allier megyében. Lakosainak száma 508 fő (2022. január 1.). Saint-Hilaire Buxières-les-Mines, Gipcy, Rocles és Saint-Aubin-le-Monial községekkel határos.

## Népesség
A település népessége az elmúlt években az alábbi módon változott:
| Lakosok száma | 902  | 650  | 595  | 538  | 505  | 536  | 543  | 529  | 522  | 508  |
|               | 1968 | 1982 | 1990 | 2006 | 2013 | 2015 | 2017 | 2019 | 2020 | 2022 |